# Tetragonula reepeni
Tetragonula reepeni är en biart som först beskrevs av Heinrich Friese 1918. Tetragonula reepeni ingår i släktet Tetragonula och familjen långtungebin. Inga underarter finns listade.

## Beskrivning
En förhållandevis stor art för att vara ett gaddlöst bi (som å andra sidan vanligtvis är påtagligt smä bin); arbetaren blir nästan 6 mm lång och har en vingbredd (längsta, främre vingparet) på litet drygt 6 mm. Färgen är mörkbrun till svart, med en munsköld som ofta är rödbrun till ljust rödorange. Hårväxten är vanligen chokladbrun till nästan svart. Melanistiska (nästan helsvarta) former förekommer; även bland dem är dock munskölden vanligen ljusare.

## Ekologi
Släktet Tetragonula tillhör de gaddlösa bina, ett tribus (Meliponini) av sociala bin som saknar fungerande gadd. De har dock kraftiga käkar, och kan bitas ordentligt. Boet skyddas aggressivt av arbetarna.

## Utbredning
Biet är en sydöstasiatisk art, som har påträffats i Thailand, Malaysia och Indonesien.